# Pourouma guianensis
Pourouma guianensis là loài thực vật có hoa trong họ Tầm ma. Loài này được Aubl. miêu tả khoa học đầu tiên năm 1775.